# Molophilus emarginatus
Molophilus emarginatus är en tvåvingeart som beskrevs av Alexander 1937. Molophilus emarginatus ingår i släktet Molophilus och familjen småharkrankar. Inga underarter finns listade i Catalogue of Life.